# El Maestranzo
El Maestranzo är en ort i Mexiko.   Den ligger i kommunen Zapotlanejo och delstaten Jalisco, i den centrala delen av landet, 400 km väster om huvudstaden Mexico City. El Maestranzo ligger 1 578 meter över havet och antalet invånare är 217.
Terrängen runt El Maestranzo är huvudsakligen kuperad, men söderut är den platt. Runt El Maestranzo är det ganska tätbefolkat, med 96 invånare per kvadratkilometer. Närmaste större samhälle är Tlaquepaque, 17,9 km sydväst om El Maestranzo. I omgivningarna runt El Maestranzo växer huvudsakligen savannskog.